# 鬼越トマホーク
鬼越トマホーク（おにごえトマホーク）は、吉本興業所属のお笑いコンビ。2010年結成。NSC東京校15期生。略称は「鬼越」。

## メンバー
金ちゃん（きんちゃん、1985年11月6日 - ）（39歳）
ツッコミ担当。立ち位置は向かって右。衣装は黒スーツ。
- 東京都板橋区出身。
- 東京都立高島高等学校卒業。
- 身長170cm、体重97kg。
- 本名および旧芸名：金野 博和（きんの ひろかず）
- 2017年10月に、現在の芸名に改名した。
- 髭をたくわえた強面とアフロが特徴。
- 姉がいる。父親は40年間売れない演歌歌手（KIN-CHAN）で、主な代表曲は「常盤台ブルース」「常盤台ラプソディー（Kin-chan & Chiyoko）」。妻と共に板橋区常盤台の東武東上線ときわ台駅南口で「居酒屋金ちゃん」という居酒屋を経営している。
- 大トニー（マテンロウ）の父親が居酒屋の常連客であったため、幼少期に会っており、NSC入学後に再会を果たした。
- 逆子で産まれた。
- 歌が上手。
- 子役としてテレビドラマ『ぼくらの勇気 未満都市』（日本テレビ）に出演した経験がある。
- 喜矢武豊（ゴールデンボンバー）は同じ高校で、野球部の1学年先輩にあたる。芸能事務所・100company社長の都丸皓介は高校の同級生。
- 横浜DeNAベイスターズの大ファン。2022年5月31日（対オリックス・バファローズ戦）、2023年7月16日（対広島東洋カープ戦）では始球式のゲストとして登場したが、後者の試合では広島の先頭打者である上本崇司の背中に当ててしまった。
- 芸人になる以前、20歳から3年間焼肉チェーンの牛角で店長をしていた。
- 伊地知大樹（元ピスタチオ）、松下宣夫（デニス）と釣りに行った際に伊地知の高いルアーが金野の頭に刺さり、ネットを被ったままライブ「セカンドバトル」のMCをしたことがある。
- 2019年11月20日にTwitterで結婚したことを報告。2020年2月に結婚披露宴を行った。2021年3月に第1子となる長男、2022年12月に第2子となる次男が誕生した。
- 中川パラダイス（ウーマンラッシュアワー）と仲が良く、中川とのつながりで春日俊彰（オードリー）とも「師匠」と呼ぶほど仲が良い（中川は春日の結婚直後に発覚した浮気問題に絡んでいたため、春日家との縁を切られている）。
- 貧乏な家庭に生まれ育ったため幼少期から食べ物への執着が強く、その中で大食いの素養が磨かれた。2021年4月21日放送の『有吉ゼミ』で総重量3.46kgの特製ちゃんこ鍋を、制限時間50分が設けられた中48分25秒で完食した。

良ちゃん（りょうちゃん、1985年12月27日 - ）（39歳）
ボケ担当。立ち位置は向かって左。衣装はモンモンをあしらったシャツ。
- 長野県埴科郡戸倉町（現在の千曲市）出身。
- 長野県長野商業高等学校卒業。
- 身長177cm、体重95kg、血液型O型。
- 本名および旧芸名：坂井 良多（さかい りょうた）
- 2024年9月16日に開催された単独ライブ「やれんのか!?」の中で改名について考える映像を公開していたが、正式に改名を発表した。そして、同年10月1日に芸名を本名から「良ちゃん」に改名した。
- スキンヘッドのベビーフェイス。その外見からか、NSC入学後、1ヶ月以上誰からも話しかけられなかった。なお、最初に話しかけてくれたのは嶋佐和也（ニューヨーク）。
- 芸人になったのは、松本人志（ダウンタウン）の『遺書』を読んで「この人に会いたい」と思ったこと。
- 事務所の後輩である鈴木もぐら（空気階段）と仲が良い。
- 金ちゃんの父が経営する居酒屋を「東京都で一番不味い」「個人経営で食べログ星3つは無に等しく、恵比寿だと3日で潰れる」と評したところ本当に売り上げが落ちてしまったため、出禁にされた。
- 男4兄弟の長男。曽祖父は新戸倉温泉を掘り当てた坂井直治郎。
- 実家は戸倉観世温泉で裕福だが、本人曰く「曽祖父の代から村一番の嫌われ者」とのこと。金ちゃんによると温泉は「ヌルヌルでローションのよう」「臭い」とのこと。
- DDTプロレスリングのアイアンマンヘビーメタル級王座の1173代王者になった経験がある。
- 2021年12月17日、ウイルス性髄膜炎のため入院したことを発表。12月25日、退院を報告。
- 独身当時、2022年5月22日（21日深夜）放送の『ゴッドタン』（テレビ東京）でかつてスタッフとして働いていたアイドルグループ（マボロシ可憐GeNE→幻.no）の元リーダー（早乙女ゆみの）と交際していることを公表した。
- 2022年8月13日、前日の12日に早乙女ゆみのと結婚したことを自身のTwitterとラジオ番組『鬼越トマホークのオールナイトニッポン0（ZERO）』（ニッポン放送）で報告した。

## 略歴
「見た目が厳つい奴同士で組んで、2人で言い合えばそれが面白く見えるかも」と思ったことから結成。コンビ名の由来は、東京NSCに入学した良ちゃんが、不動産屋に騙されて千葉に住むことになり、ずっと路線図を見ていたら近くの駅に「鬼越」と書いてあるのを見つけた。それが頭に残り、鬼越に適当に「トマホーク」を付け、翌日良ちゃんがNSCに行くと金ちゃんを見て「トマホークだ」と思い、「コンビを組まないか」と声をかけた。金ちゃんは「いちごミルク」というコンビ名を考えていたが、「鬼越トマホーク」に決まる。
NSCは首席で卒業するが、「そこで天狗になったり、戦国武将みたいな感覚になってしまった」ことから、人が嫌がることを平気で言ったりなどしてだんだん仲が悪くなってきたため一度解散。その後は2人とも別々の活動をしていたが、金ちゃんは「ピラミッド形式のライブの一番底辺で、最下位または一番下から2番目」が定位置だったなど不調が続き、お互いに「あいつじゃなきゃダメだ」と思い直し約1年後に再結成。
「黒いサンドウィッチマン」の異名を取る。がっしりした体格と強面の見た目が本家サンドウィッチマンによく似ていること、本家に反して見た目通りのどぎつい毒舌を持ち味としていることが由来。コンビの平均体重は約100kgで、本家を超える重量級コンビとなっている。
金ちゃん曰く「反社芸人と言われることもあったが、私生活では無茶なことをしていない」とのこと。ネタについて政治ネタ、宗教ネタ、差別ネタはやらないと話している。
コンビ仲がよいとして有名なコンビであるがとりわけ良ちゃんが金ちゃんに心酔しており、「坂井が金ちゃんを携帯の待受画面にしている」「ライブ後は必ず2人でご飯を食べに行く」「坂井が金ちゃんを"宝物"と呼ぶ」「坂井が金ちゃんの誕生月になると前夜・後夜・月初め・月終わりなど8回ほど祝う」などのエピソードがある。
単独ライブの名前にするほど2人ともゲーム『龍が如く』シリーズの大ファンとされていたが実際にファンなのは良ちゃんのみであり、金ちゃんは暴力的なゲームではなく『どうぶつの森』のような平和なものを好む。
2021年10月8日に記者会見を行ない、マジックミラー号25周年公式PR団長に就任。
M-1グランプリ2017および2021にて準々決勝に進出。
2023年10月、良ちゃんの出身地である長野県千曲市に新たに設けられた「PR大使」を委嘱され、初代大使に就任した。

## 芸風
2014年、初の単独ライブ直前でピリピリしていた2人が「なんで出囃子がJUJUなんだ」ということから殴り合いの喧嘩が始まり、止めに来た先輩芸人のインポッシブルに良ちゃんが「お前らは巨大な昆虫と戦ってろ!」ととっさに暴言を浴びせた。このエピソードに千原ジュニア（千原兄弟）が目をつけ、バラエティ番組『ざっくりハイタッチ』（テレビ東京）にてコーナー「鬼越トマホークの喧嘩を止めよう」として取り上げ、業界に知られることとなった。
ほんの些細なことで金ちゃんと良ちゃんが喧嘩を始めるも、喧嘩を止めようと仲裁に入った人物に良ちゃんが先輩後輩関係なしにキレて暴言（ただし"案外、的を射た内容"）を吐き、金ちゃんが「本当は思ってないと思うんですけど…」とフォローを入れるように見せかけ、さらにダメ出しして追い討ちをかけるというもの。
このスタイルが当たり、以降情報番組『スッキリ』（日本テレビ）や『さんまのお笑い向上委員会』（フジテレビ）など多数の番組に出演し、大先輩や異業種にも歯に衣着せぬ毒舌を吐く芸風で活躍している。また企業のパーティや忘年会で社長などを相手に毒づく営業も好評を博している。
このような芸風だが大人数と共演する際は誰が喧嘩を止めに来ても対応できるように、全員分のネタを考えてスマホにメモし、出演者の関係者などから仕入れているという用意周到な部分もある。俳優や女優を相手に毒舌を浴びせるときは事前に事務所に確認を入れ、また先輩芸人や権威に対して噛み付くことをポリシーにしている。
『さんまのお笑い向上委員会』でも明石家さんまとの掛け合いや、桐谷美玲・相武紗季を相手にしてゴールデンにて実現している。
下記は喧嘩の発端の一例。
- 勝手に『キングオブコント』にエントリーするな。
- 草野球ばかりするな。
- ちゃんと体調管理しろ。ノロウイルスにかかるな。（ただし金ちゃんによると「坂井の作ったカキ鍋が原因」）
- 少食ぶるのやめろ。（箸を使うな）
- 俺以外の同期と遊ぶな。
- ビッグスクーターの後ろに知らない奴を乗せるな。
- 肉と刺身で、刺身を選ぶな。
- 俺以外の同期（アントニー）と喋るな。
- 俺の誕生日を盛大に祝え。
- LINEで温泉旅行に誘ったら既読スルーした。
- 金野の実家の居酒屋が不味い。
- 黙ってタップダンスを習うな。
- サッカーゲームで守備的な試合をするな。
- 1000円借りたのに取り立ててこない。
- ネタ合わせ中に誰かと電話するな。
- ダイエット企画後にリバウンドしろ。
- 楽屋で携帯ゲームばかりするな。
- 俺を遊びに誘え。
- 実家の居酒屋に出禁にされた。
- 金野の父親が演歌歌手として40年売れない。
- 貧乏なのに金野の家族が全員太っている。
- 俺の作った鍋をポン酢で食べるな。
- 勝手に美容院に行くな。
- 落ち目の先輩の{集まりに行くな / 楽屋でのネタにいちいちつっこむな / ネタを楽屋袖から見るな}。
- ゴーヤチャンプルーを作ったから誘ったのに断った。
- 「宝物は?」という問いに（坂井が「相方」と答えたのに対して）「キャッチャーミット」と答えた。
- 住みます芸人より給料が少ない。
- 業界用語を使うな。
- 売れていないのに同窓会に行くな。
- バイト先の飲み会に行くな。
- デブなのにプールが好き。
- 一人の女を大切にするな。
- 実家の居酒屋の名物料理がチョリソー。

## 出演

### テレビ番組

#### 現在の出演番組
- さんまのお笑い向上委員会（フジテレビ） - 準レギュラー
- 坂上&指原のつぶれない店（TBS）- 準レギュラー
- With☆ベイ サンデー（TBS） - 金ちゃんのみ[35]

#### 過去の出演番組
- チェンジ3（テレビ朝日） - レギュラー
- イブ6プラス（とちぎテレビ） - 金曜隔週レギュラー
- ウチのガヤがすみません!（日本テレビ）- 準レギュラー
- 週刊山崎くん（熊本放送）
- JOYのASOBU-TV JOYnt!（群馬テレビ） - 準レギュラー
- 競輪LIVE!チャリロトよしもと（BSよしもと、2023年4月 - 2025年6月）
- ヤゴー！ ～気になるお店に行ってみた～（広島ホームテレビ）- MC[36]
- 鬼越邦子のいけにえテレビ（2024年、BSよしもと）

### ラジオ番組
- Saturday Night Laugh → マイナビ Saturday Night Laugh → マイナビ Laughter Night（TBSラジオ、2015年6月27日[37]・9月12日[38]・10月24日[39]・2016年1月23日[40]・6月18日[41]・12月3日[42]・2017年6月9日[43]・2018年11月23日[44]）
- ジカロpresents マッスルRADIO（ニッポン放送、2019年4月7日 - 10月24日） - レギュラーパーソナリティ[45]
- 鬼越トマホークのオールナイトニッポン0(ZERO)（ニッポン放送、2020年5月23日[46]・7月11日[47]・2021年1月1日[48]・5月22日・2022年8月13日）
- M-TRUST RADIO ～おもしろニンゲン～（ラジオ日本、2023年4月 - 、金ちゃん）
- 大竹まこと ゴールデンラジオ!（文化放送、2024年8月29日）

### ウェブ番組
- 桃色ゲームチャンネル（AbemaTV、2018年）
- アイドルで芸能界のトップを目指していたら、いつの間にか芸人の並びだった件（2021年3月29日 - 31日、ABEMA）[49] - 西野チーム
- みんなのパチンコフェスONLINE2021 28時間真夏のパチンコ頂上決戦（2021年8月13日 - 14日、Twitter・Youtube（日本遊技機工業組合））- コーナーMC[50]
  - みんなのパチンコフェス ONLINE2022〜秋のパチンコ頂上決戦!3DAYS〜（2022年11月12日、Twitter・Youtube） - メインMC
- 鬼越トマホークのパチンコファイトクラブ（2021年11月12日 - 2022年10月22日、Youtube「サンシャインKYORAKU」）

### テレビドラマ
- ぼくらの勇気 未満都市（1997年10月18日 - 12月20日、日本テレビ） - 役名不明（金ちゃん）[51]
- 監察医 朝顔 第2話（2020年11月9日、フジテレビ） - 三輪孝之 役（金ちゃん）[51]
- イチケイのカラス 第3話（2021年4月19日、フジテレビ） - 傍聴マニア 役
- ドラゴン桜 第4話（2021年5月16日、TBS） - 闇金のチンピラ 役（金ちゃん）[52]
- ファイトソング 第6話（2022年2月15日、TBS） - キャバクラ店長 役（良ちゃん）
- 悪女（わる）〜働くのがカッコ悪いなんて誰が言った?〜 第1話（2022年4月13日、日本テレビ） - 見ず知らずの親父 役（金ちゃん） / 見ず知らずの親父の友人 役（良ちゃん）[53]

### 配信ドラマ
- ショート・プログラム「途中下車」（2022年3月1日配信、Amazon Prime Video）（良ちゃん）[54]

### 短編映画
- 『豆腐の角に頭ぶつけて生きる〜#TANAGURA〜』[55][56][57] - 福島県棚倉町と吉本興業の子会社「よしもとデベロップメンツ」が連携して製作。2017年6月11日から棚倉町にて上映会。

### ゲーム
- セガ『龍が如く極』（2016年1月21日） - 真島組組員 役（それぞれ本人の顔をモデリングしての出演）

### CM
- セガ『龍が如く7 光と闇の行方』（2020年1月） - ナレーションを担当[58]
- カーネクスト『クルマドンナVSクルマダンナ』篇（2023年7月15日 - ） - 朝日奈央と共演[59]
- サントリー ザ・プレミアム・モルツ『はじめての父の日』篇（2024年6月3日 - ） - 父親（金ちゃん）、通行人（良ちゃん）[60]
  - 『ハートぐぅ～』篇（2024年）

## 作品

### 書籍
- 鬼越トマホークの弱者のビジネス喧嘩術（2025年9月29日、太田出版、ISBN 978-4-7783-4094-0）[61]